# Chiesa cattolica nelle Kiribati
La Chiesa cattolica nelle Kiribati è parte della Chiesa cattolica in comunione con il vescovo di Roma, il papa.

## Demografia
Nel mezzo del Pacifico, a cavallo dell'Equatore e della linea di cambiamento di data, le Kiribati (pronunciare: ki-ri-bas) comprendono 33 atolli (con la sola eccezione di Banaba), dispersi su una zona marittima di circa 3 550 000 km2 e spartite in tre arcipelaghi assai distanti tra loro (arcipelago Gilbert, arcipelago della Fenice e Sporadi Equatoriali). Solo 21 di questi atolli sono abitati in modo permanente. La popolazione è prevalentemente cristiana: nel 2020, ultimo censimento, 70 333 si è dichiarato cattolico il 58,9% della popolazione ed il 29% protestante.

## Storia
I primi contatti, saltuari, con gli europei si ebbero a partire dal XVII secolo; nel 1892 le isole Gilbert e le isole Ellice (ora Tuvalu) divennero protettorato britannico. Diventata la colonia britannica delle Isole Gilbert ed Ellice nel 1916, fu teatro di aspri combattimenti durante la seconda guerra mondiale; dal 1979 Kiribati, separata dalle Tuvalu dal 1976, è diventata una repubblica indipendente.
La Chiesa cattolica ha istituito il vicariato apostolico delle Isole Gilbert (ed Ellice) nel 1897, ricavandone il territorio dal vicariato apostolico di Nuova Pomerania e affidandolo ai Missionari del Sacro Cuore di Gesù. Monsignor Joseph Leray fu posto a capo del vicariato apostolico e, con diversi sacerdoti missionari della Congregazione del Sacro Cuore, ha iniziato il lavoro missionario nelle isole, già iniziato nel 1888 a Nonouti. Nel 1936, Octave Terrienne sposta la sede apostolica a Tabiteuea e construisce la cattedrale a Tanaeang su Aanikai. Diventa il più giovane vescovo cattolico nel mondo. Nel 1961, Pierre Guichet, vicario apostolico, è consacrato vescovo. Fa costruire una nuova sede a Teaoraereke su Tarawa Sud, la Cattedrale del Sacro Cuore. Nel 1966, lo stesso anno, il vicariato apostolico è elevato al rango di diocesi col nome di Tarawa, che divenne Tarawa, Nauru e Funafuti nel 1978. Quattro anni dopo Funafuti divenne missione indipendente e la diocesi prese il nome odierno di diocesi di Tarawa e Nauru.
La Costituzione delle Kiribati prevede la libertà di religione. Sono feste pubbliche Natale (con il Giorno di Santo Stefano), Pasqua (con il Venerdì santo) e il Gospel Day, di ispirazione cristiana, ma né il Giorno di Santo Stefano, né il Venerdì santo né il Gospel Day sono feste di precetto della Chiesa cattolica.
Il vescovo locale è membro della Conferenza Episcopale del Pacifico.

## Nunziatura apostolica
La nunziatura apostolica nelle Kiribati è stata istituita il 10 aprile 1995, separandola dalla delegazione apostolica nell'Oceano Pacifico. Il nunzio risiede a Wellington, in Nuova Zelanda.

### Nunzi apostolici
- Thomas Anthony White (31 luglio 1995 - 27 aprile 1996 dimesso)
- Patrick Coveney (15 ottobre 1996 - 25 gennaio 2005 nominato nunzio apostolico in Grecia)
- Charles Daniel Balvo (1º aprile 2005 - 17 gennaio 2013 nominato nunzio apostolico in Kenya e osservatore permanente della Santa Sede presso l'UNEP e l'UN-HABITAT)
- Martin Krebs (8 maggio 2013 - 16 giugno 2018 nominato nunzio apostolico in Uruguay)
- Novatus Rugambwa (30 novembre 2019 - 27 luglio 2024 dimesso)
- Gábor Pintér, dal 12 aprile 2025